# Здзіслав Антонь
Здзіслав Станіслав Антонь (нар. 9 вересня 1955, Залуце) — Польський самоурядовець, колишній воєвода Любліна, війт гміни Неджвиця-Дужа.

## Біографія
Випускник гірничо-металургійної академії  в Кракові,  також закінчив однорічний курс управління державним компаніями у Джорджтаунському університеті у Вашингтоні та післядипломну управлінську підготовку в Люблінській школі бізнесу. 
У 1980-х роках працював вчителем математики та фізики в сільськогосподарському шкільному комплексі в Пшчела-Волі. У 1989 році Антонь був віце-президентом правління комунального кооперативу "Селянська самодопомога" в Ніджвіці Дужа. У 1990-1992 роках був головою комуни Ніджвіц Дужи, а до 1998 року також був членом міської ради. З 1992 по 1994 рр. воєвода Любліна. У 1998 році став генеральним директором воєводства. Пізніше був членом правління Східного банку цукрових заводів SA. та радник голови правління Bank Pocztowy S.A. При цьому також читав лекції в UMCS. Здзіслав був членом у політичній раді Консервативної народної партії.
На місцевих виборах 2006 року його знову обрали на посаду війта гміни Ніджвіца Дужа.
У 2007 році був призначений головою правління Союзу Люблінських комун. У 2014 році від імені ПіС був обраний радником Люблінського повіту.